# Laufeld

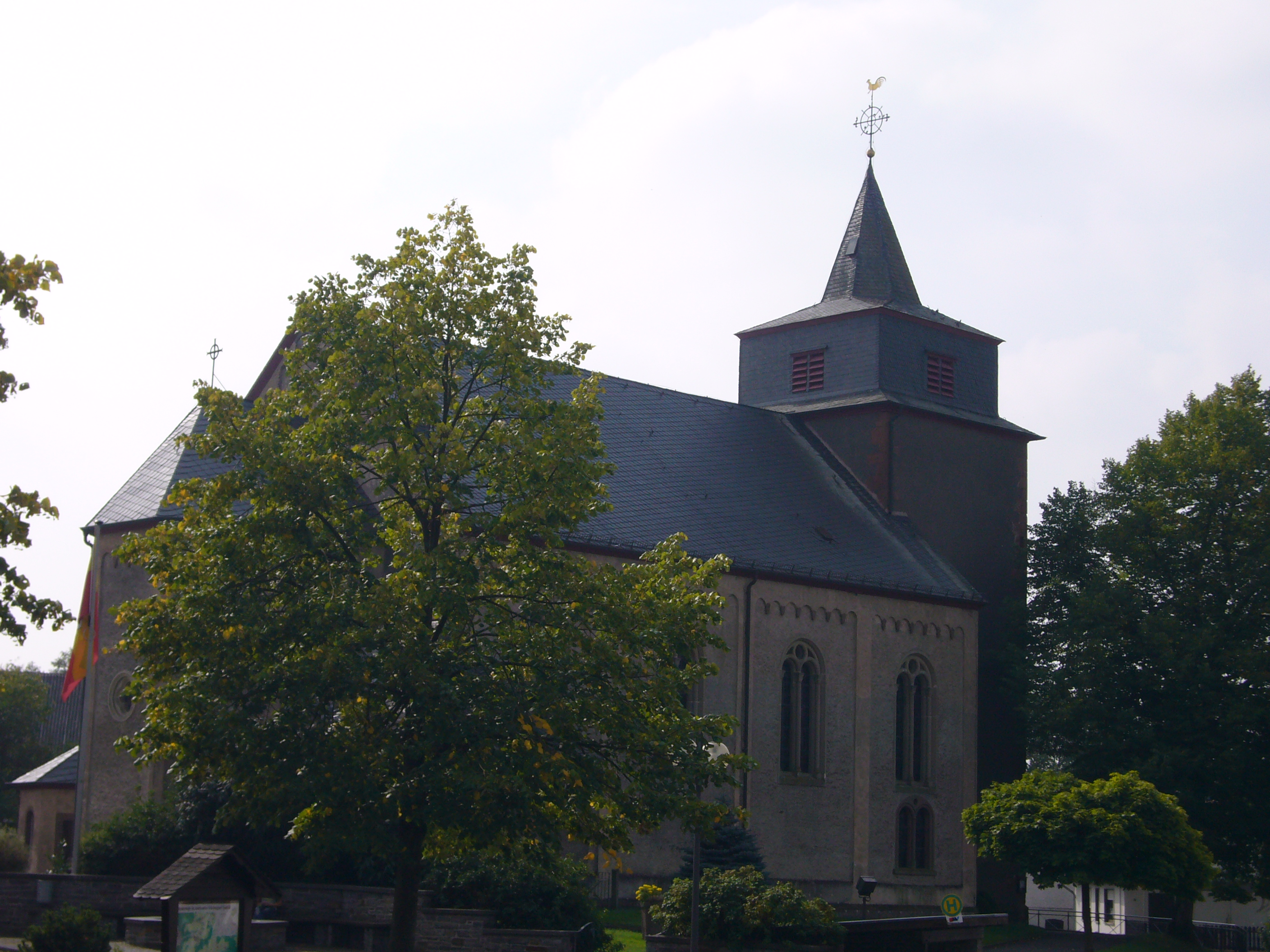
Willibrordkirche in Laufeld.

Laufeld in der Eifel ist eine Ortsgemeinde im Landkreis Bernkastel-Wittlich in Rheinland-Pfalz. Sie gehört der Verbandsgemeinde Wittlich-Land an. Laufeld ist ein staatlich anerkannter Erholungsort.

## Geographie
Laufeld liegt in der Vulkaneifel.

## Geschichte
Die Laufelder Kultur (Hallstatt C, 700 vor Chr.) hat ihren Namen nach einem großen Gräberfeld, das bei Laufeld gefunden worden war.
1344 erwarb König Johann von Böhmen, zugleich Graf von Luxemburg, von der Abtei Echternach den „Hof Laufeld“. Kurz darauf gelangte er in den Besitz der Grafen von Manderscheid. Ab 1794 stand Laufeld unter französischer Herrschaft, 1815 wurde der Ort auf dem Wiener Kongress dem Königreich Preußen zugeordnet. Seit 1946 ist er Teil des damals neu gebildeten Landes Rheinland-Pfalz.
1970 wurde Laufeld als Erholungsort staatlich anerkannt.
Der Personenverkehr auf der Eisenbahnstrecke Wittlich – Daun wurde Ende Oktober 1981 eingestellt. Im Mai 1982 befuhr der letzte durchgehende Güterzug die Strecke. Die Gesamtstilllegung der Bahnstrecke folgte 1988.
Ende 1982 hatte Laufeld 535 Einwohner, 1989 waren es laut dem statistischen Landesamt 525.
Am 1. April 2011 stürzte auf einem Feld bei Laufeld ein US-amerikanisches Erdkampfflugzeug vom Typ A-10 ab. Der Pilot konnte sich mit dem Schleudersitz retten.
Bis 2014 gehörte Laufeld der Verbandsgemeinde Manderscheid an, seitdem ist es Teil der Verbandsgemeinde Wittlich-Land.

## Politik

### Bürgermeister
Karl-Josef (Jovi) Junk wurde 2009 Ortsbürgermeister von Laufeld.
Dessen Vorgänger Josef Reis hatte das Amt 20 Jahre ausgeübt.

## Kultur und Sehenswürdigkeiten
Im Puppen- und Spielzeugmuseum werden Puppen und Spielsachen der vergangenen 100 Jahre sowie Alltagsgegenstände aus den 1950ern gezeigt.
Die Pfarrkirche St. Willibrord besitzt einen wehrhaften Westturm mit Schießscharten aus dem 15. Jahrhundert. Das Kreuzgratgewölbe in der Turmhalle mündet in einen Schlussstein mit dem Wappen der Herrschaft Manderfeld, umgeben von  Blumendekor (vgl. Wappen der Gemeinde), das erinnert an das Lilienkreuz der Gemeinde Echternach.

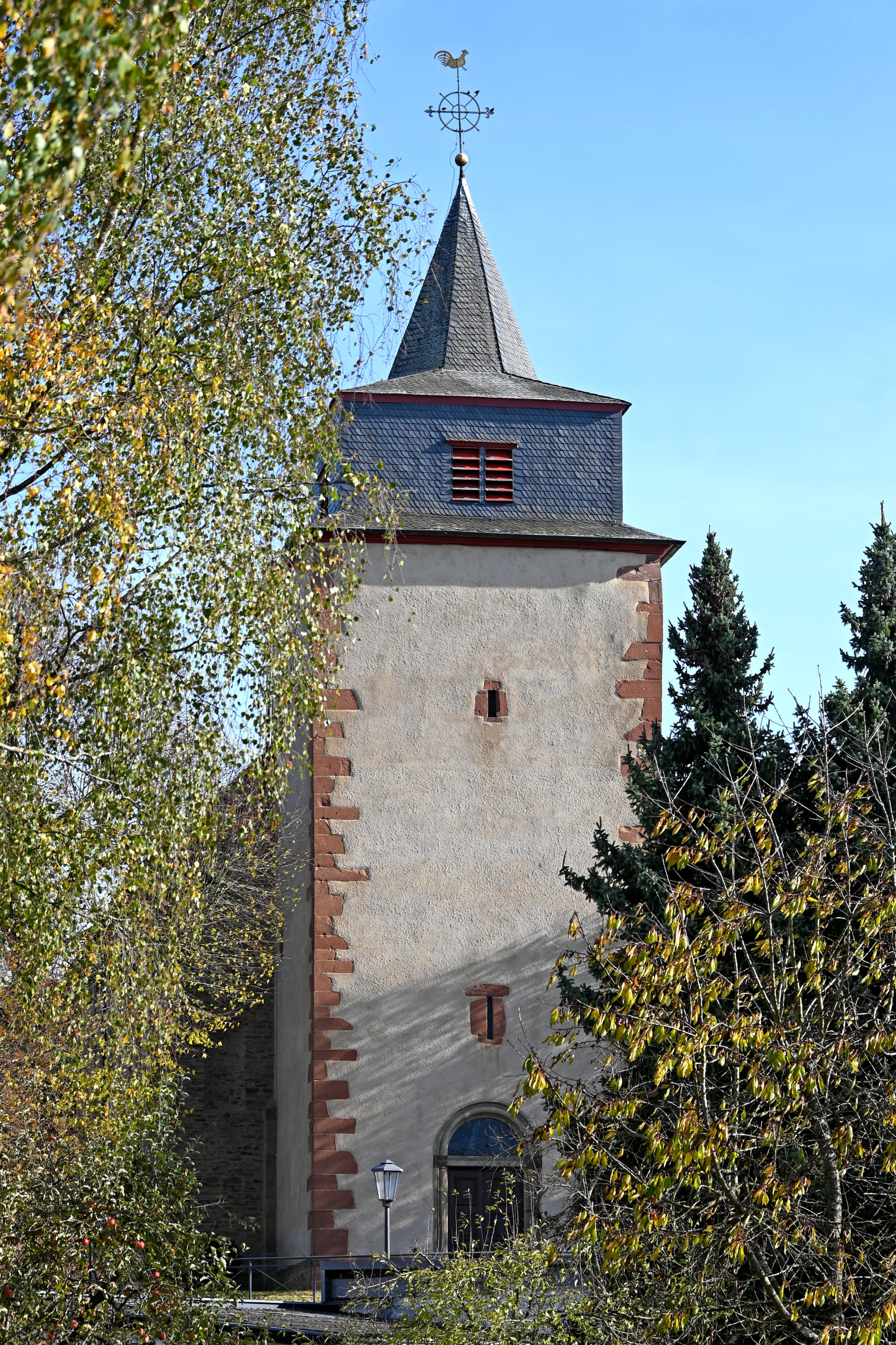
Turm mit Schießscharten
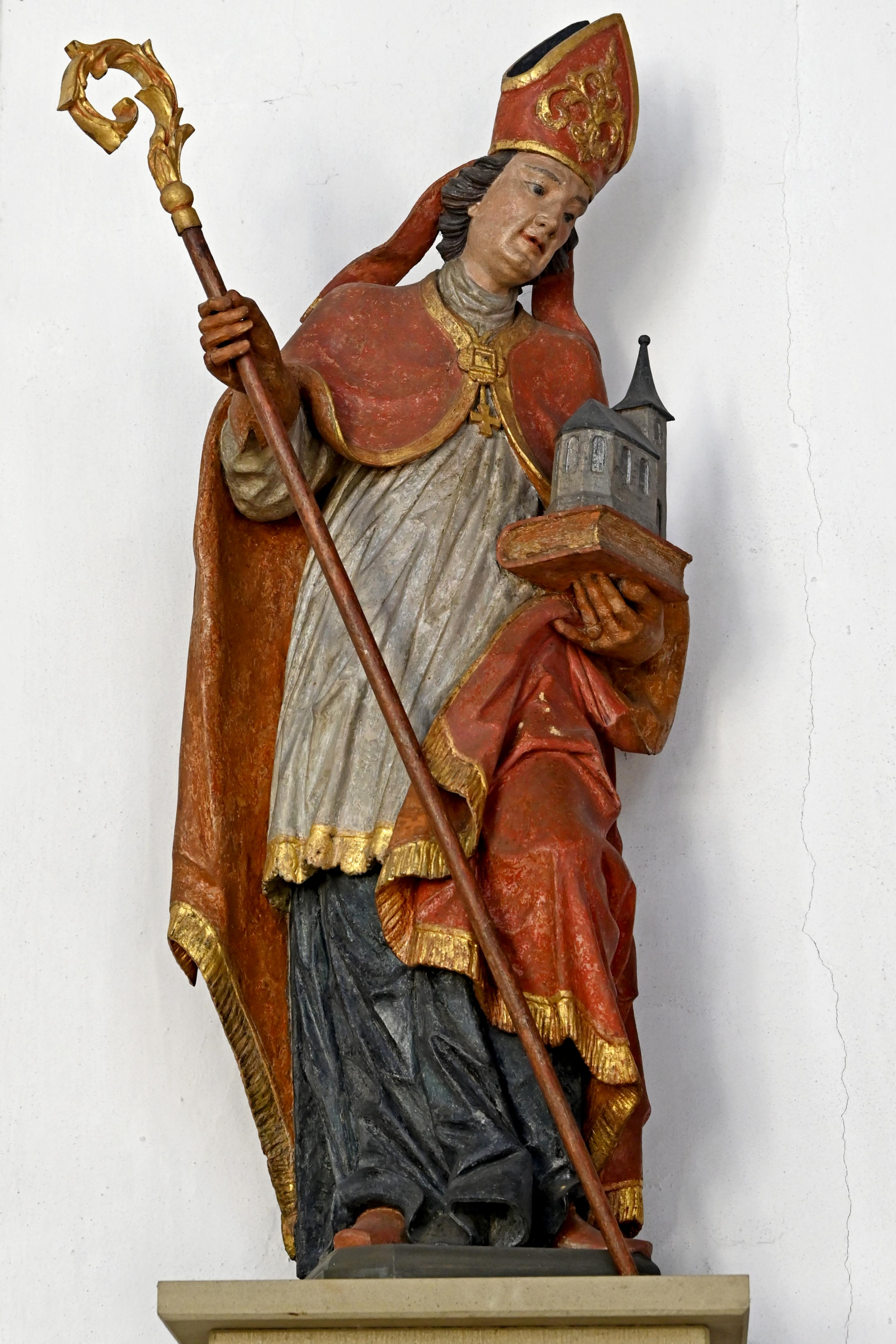
Statue St. Willibrord
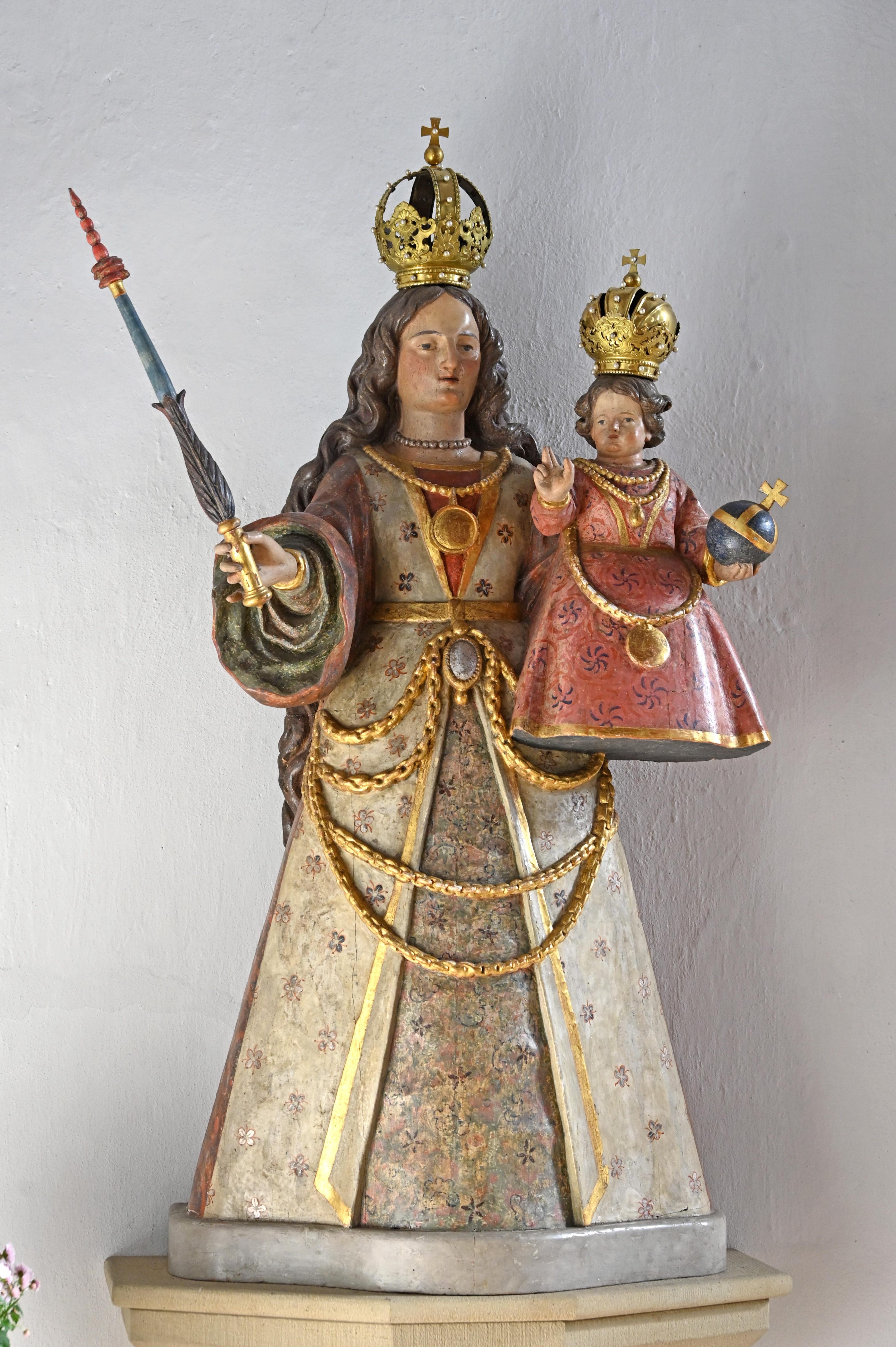
Luxemburger Madonna
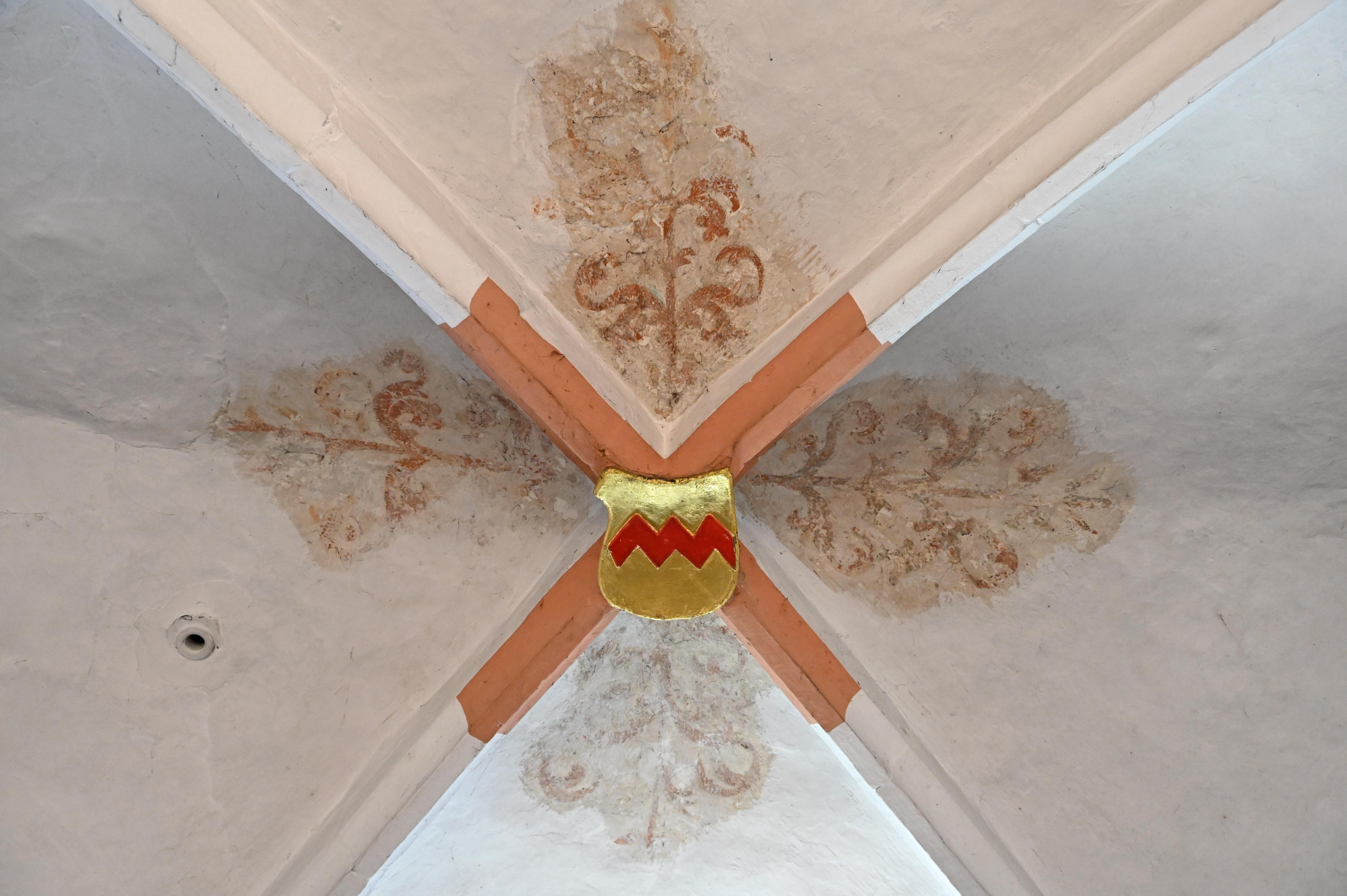
Turmhalle mit Wappen
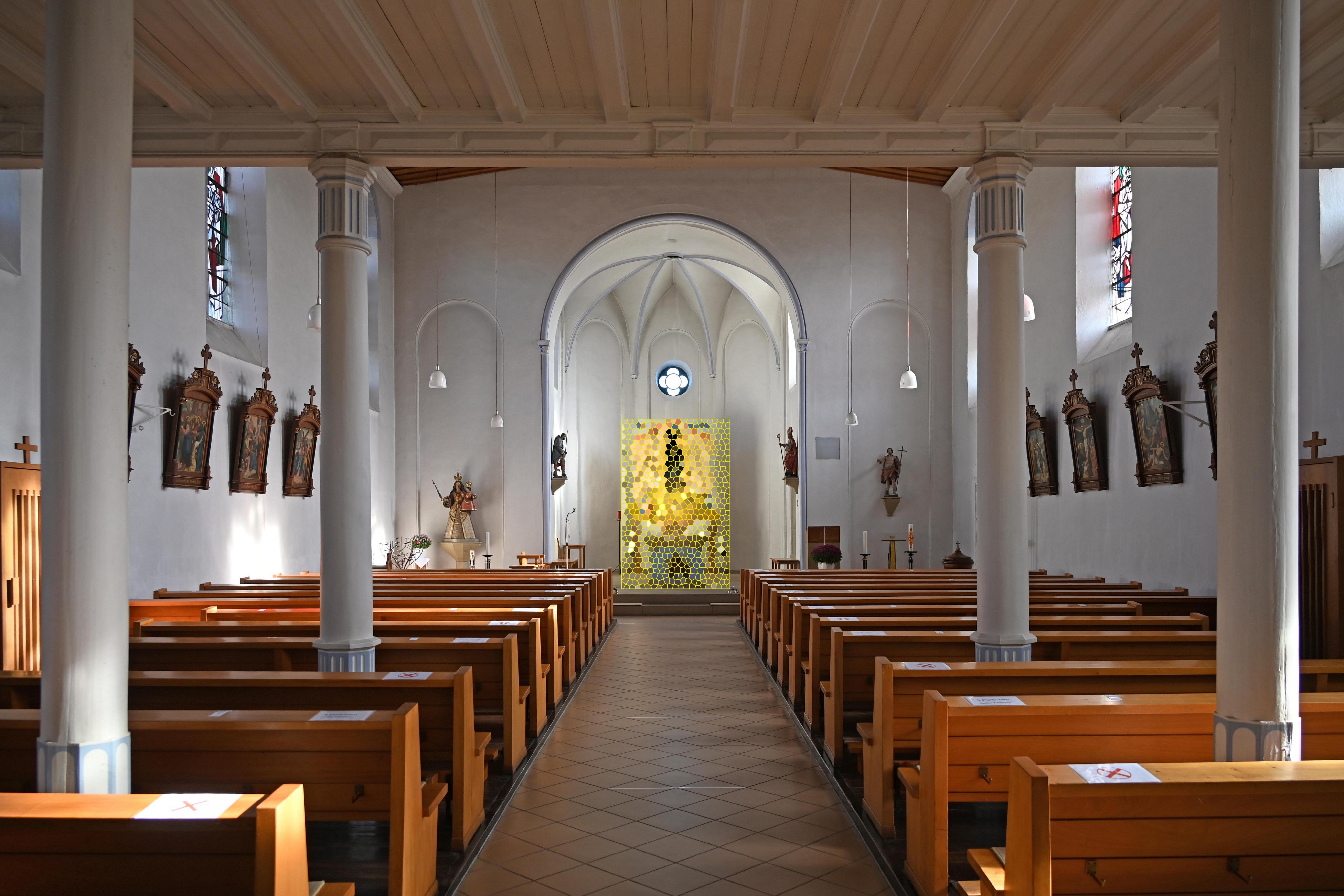
Innenraum

Der Naturlehrpfad Laufeld informiert über das Ökosystem Wald.
Siehe auch:
- Liste der Kulturdenkmäler in Laufeld
- Liste der Naturdenkmale in Laufeld

## Wirtschaft und Infrastruktur
In Laufeld gibt es zwei Gewerbegebiete mit 20 Firmen und über 500 Arbeitsplätzen. Im Osten verläuft die Bundesautobahn 1.

### Bildung
In Laufeld gibt es eine Grundschule.